# Любов на Бродуей
„Любов на Бродуей“ (на английски: The Barkleys of Broadway) е американски мюзикъл, направен от Techincolor през 1948 година от отдела на Артър Фрийд в Metro-Goldwyn-Mayer, който събира отново Фред Астер и Джинджър Роджърс след 10 години. Филмът е режисиран от Чарлз Уолтърс, сценарият е написан от Бети Комдън, Адолф Грийн и Сидни Шелдън, песните са от Хари Уорън (музика) и Ира Гершуин (песни) с добавката на They Can't Take That Away from Me от Джордж и Ира Гершуин, и хореографията е създадена от Робърт Алтън и Хермес Пан. Във филма участват още Оскар Левант, Били Бърк, Жак Франсоа и Гейл Робинс.
Роджърс влезе като замяна в последната минута за Джуди Гарланд, чиито чести отсъствия поради зависимост от лекарства, отпускани по лекарско предписание, ѝ костват ролята. Това се оказа последният филм, който Астер и Роджърс участват заедно, и единственият им филм заедно в цвят.

## В ролите
| Изпълнител       | Роля                   |
| ---------------- | ---------------------- |
| Фред Астер       | Джош Баркли            |
| Джинджър Роджърс | Дайна Баркли           |
| Оскар Левант     | Езра Милар             |
| Били Бърк        | Г-жа Ливингстън Белней |
| Гейл Робинс      | Ширлийн Мей            |
| Жак Франсоа      | Жак Пиер Баредут       |
| Клинтън Съндбърг | Бърт Фелшнър           |
| Инез Купър       | Памела Дрискол         |
| Джордж Зуко      | Съдията                |